# Gaël Blondeau
Gaël Blondeau (* 28. Dezember 2000 in Pontarlier) ist ein französischer Nordischer Kombinierer aus Chapelle-des-Bois.

## Werdegang
Blondeau, der für den Ski Club Mont Noir startet, stand bereits im Alter von zwei Jahren erstmals auf Skiern. Wenige Jahre später begann er auch mit dem Skispringen und trainierte fortan in beiden Disziplinen. Sein internationales Debüt gab er bei den Nordischen Skispielen der OPA 2015 in Seefeld, wo er in seiner Altersklasse mit Rang 31 deutlich hinter der Spitze zurückblieb. In den folgenden Jahren diente besonders der Alpencup zum Leistungsvergleich, doch gelangen ihm überwiegend nur durchschnittliche Platzierungen. Am 3. Februar 2018 debütierte Blondeau in Planica im Continental Cup und konnte dabei auf Anhieb seinen ersten Punkt gewinnen. Bis zu seinem nächsten Einsatz im Continental Cup vergingen jedoch knapp zwei Jahre, ehe er im Januar 2020 in Oberwiesenthal startete. Auch im restlichen Saisonverlauf trat er in dieser zweitklassigen Wettkampfserie an und erreichte regelmäßig die Punkteränge. Nachdem er in Rena bereits als Zehnter seine erste Platzierung in den Top 10 erreichen konnte, feierte er mit dem achten Platz rund einen Monat später in Eisenerz seine beste Saisonplatzierung. Anfang März nahm Blondeau an den Nordischen Junioren-Skiweltmeisterschaften 2020 in Oberwiesenthal an den Start. Beim Einzelwettbewerb nach der Gundersen-Methode überraschte er dabei mit dem Gewinn der Bronzemedaille, die er im Zielsprint gegen Rok Jelen knapp erlaufen konnte. Damit gelang ihm der erste Medaillengewinn eines Franzosen bei Junioren-Weltmeisterschaften in der Nordischen Kombination seit 2013, als Théo Hannon Silber gewann. Aufgrund dieses Ergebnisses bekam Blondeau das persönliche Startrecht für die gesamte Weltcup-Saison 2020/21 zugesprochen. Diesem Erfolg konnte er gemeinsam mit Maël Tyrode, Edgar Vallet und Mattéo Baud als Zweiter im Team eine weitere überraschende Medaille hinzufügen.
Bei den französischen Meisterschaften 2020 in Gérardmer wurde Blondeau Vizemeister hinter Antoine Gérard und gewann zudem die Bronzemedaille im Teamspringen. Zum Auftakt in den Winter 2020/21 gab er im finnischen Ruka sein Weltcup-Debüt, verpasste jedoch an allen drei Wettkampftagen die Punkteränge. Auch im restlichen Saisonverlauf konnte Blondeau keine Punktgewinne erzielen. Sein bestes Ergebnis stellte der 31. Platz beim Gundersen Einzel im Val di Fiemme dar, als er den Zielsprint gegen Hideaki Nagai verlor. Bei den Nordischen Skiweltmeisterschaften 2021 in Oberstdorf wurde Blondeau im Einzelwettbewerb von der Normalschanze disqualifiziert. Für ihn war es bereits die dritte Disqualifikation der Saison. Zwei Tage später wurde er gemeinsam mit Antoine Gérard, Mattéo Baud und Laurent Muhlethaler mit knapp drei Minuten Rückstand auf die siegreichen Norweger Sechster im Team. Im Gundersen-Wettbewerb von der Großschanze ging Blondeau bereits mit fast vier Minuten Rückstand auf den Führenden auf die Loipe, auf der er weiter Zeit verlor und schließlich den 34. Platz belegte. Bei seiner zwanzigsten Teilnahme an einem Weltcup-Einzelrennen am 18. Dezember 2021 in Ramsau am Dachstein gewann Blondeau seine ersten drei Weltcup-Punkte. In den folgenden Wochen verpasste er zwar die Punketränge, wurde aber dennoch für die Olympischen Winterspielen in Zhangjiakou nominiert. Dort belegte er die Ränge 31 und 40 im Einzel. Gemeinsam mit Mattéo Baud, Antoine Gérard und Laurent Muhlethaler wurde er Fünfter im Staffelrennen.
In der Weltcup-Saison 2022/23 erreichte Blondeau lediglich am Wochenende in Schonach die Punkteränge. In der Gesamtwertung belegte er mit sieben Punkten den 56. Platz. Bei den Nordischen Skiweltmeisterschaften 2023 in Planica kam er lediglich im Gundersen-Wettbewerb von der Normalschanze zum Einsatz und belegte dabei Rang 26. Zum Auftakt in den Winter 2023/24 lief Blondeau als Dritter in Lillehammer erstmals aufs Podest im Continental Cup. Erst gegen Saisonende wurde er auch im Weltcup eingesetzt, wo er aufgrund des veränderteren Punktesystems elf Punkte gewinnen konnte.

## Privates
Blondeau kommt aus einer sportlichen Familie in Chapelle-des-Bois. So waren sowohl sein Vater als auch seine älteren Geschwister Baptiste, Grégoire und Maelyss als Skilangläufer ebenfalls im Wintersport aktiv. Gaël ist darüber hinaus der Cousin der französischen Biathletin Marion Blondeau. Blondeau leidet seit einigen Jahren am patellofemoralen Schmerzsyndrom, das ihn immer wieder zu Pausen zwang. Zwar sind schmerzlindernde Übungen in seinem Trainingsplan integriert, doch ist die chronische Kniekrankheit nicht zu heilen.

## Statistik

### Platzierungen bei Weltmeisterschaften
| Jahr und Ort    | Wettbewerb | Wettbewerb   | Wettbewerb | Wettbewerb | Wettbewerb |
| Jahr und Ort    | Einzel NS  | Gundersen GS | Team       | Teamsprint | Mixed-Team |
| --------------- | ---------- | ------------ | ---------- | ---------- | ---------- |
| 2021 Oberstdorf | DSQ        | 34.          | —          | 06.        | —          |
| 2023 Planica    | 26.        | —            | —          | —          | —          |
| 2025 Trondheim  | 17.        | 29.          | 07.        | —          | 06.        |

### Weltcup-Platzierungen
| Saison  | Platz | Punkte |
| ------- | ----- | ------ |
| 2021/22 | 53.   | 003    |
| 2022/23 | 56.   | 007    |
| 2023/24 | 63.   | 011    |
| 2024/25 | 37.   | 134    |

### Grand-Prix-Platzierungen
| Saison | Platz | Punkte |
| ------ | ----- | ------ |
| 2022   | 27.   | 037    |
| 2023   | 40.   | 032    |
| 2024   | 34.   | 034    |

### Continental-Cup-Platzierungen
| Saison  | Platz | Punkte |
| ------- | ----- | ------ |
| 2017/18 | 110.  | 001    |
| 2019/20 | 025.  | 160    |
| 2022/23 | 034.  | 073    |
| 2023/24 | 013.  | 396    |
| 2024/25 | 025.  | 196    |